# Риминка
Рими́нка (бел. Рымі́нка) — деревня в составе Осиновского сельсовета Чаусского района Могилёвской области Республики Беларусь.

## Население
- 2010 год — 31 человек